# Rosa 'Madame Léon Pain'
'Madame Léon Pain' (el nombre del obtentor registrado de 'Madame Léon Pain'® ), es un cultivar de rosa que fue conseguido en Francia en 1904 por el rosalista francés Pierre Guillot.

## Descripción
'Madame Léon Pain' es una rosa moderna de jardín cultivar del grupo Híbrido de té.
El cultivar procede del cruce de 'Madame Caroline Testout' x 'Souvenir de Catherine Guillot'.
Las formas arbustivas del cultivar tienen porte erguido y alcanza de 90 a 100 cm de alto con 90 cm de ancho. Las hojas son de color verde claro y semibrillante.
Sus delicadas flores de color rosa ligero con el centro naranja y en el reverso de los pétalos salmón rosado. Fragancia moderada. Rosa de diámetro medio de 3.5". La flor doble de 17 a 25 pétalos, generalmente en pequeños racimos. 
Florece en oleadas a lo largo de la temporada. Primavera o verano son las épocas de máxima floración, si se le hacen podas más tarde tiene después floraciones dispersas.

## Origen
El cultivar fue desarrollado en Francia por el prolífico rosalista francés Pierre Guillot en 1904. 'Madame Léon Pain' es una rosa híbrida diploide con ascendentes parentales de 'Madame Caroline Testout' x 'Souvenir de Catherine Guillot'.
El obtentor fue registrado bajo el nombre cultivar de 'Madame Léon Pain'® por Pierre Guillot en 1904 y se le dio el nombre comercial de exhibición 'Madame Léon Pain'™.
También se la conoce por el sinónimo de 'Mme Leon Pain'.
- La rosa fue conseguida por Pierre Guillot en Francia antes de 1904 e introducida en el resto de Francia en 1904 como 'Madame Léon Pain'.[1]

## Cultivo
Aunque las plantas están generalmente libres de enfermedades, es posible que sufran de punto negro en climas más húmedos o en situaciones donde la circulación de aire es limitada.
Las plantas toleran la sombra, a pesar de que se desarrollan mejor a pleno sol. En América del Norte son capaces de ser cultivadas en USDA Hardiness Zones 6b a 9b. La resistencia y la popularidad de la variedad han visto generalizado su uso en cultivos en todo el mundo.
Puede ser utilizado para las flores cortadas, jardín o columnas. Vigorosa. En la poda de Primavera es conveniente retirar las cañas viejas y madera muerta o enferma y recortar cañas que se cruzan. En climas más cálidos, recortar las cañas que quedan en alrededor de un tercio. En las zonas más frías, probablemente hay que podar un poco más que eso. Requiere protección contra la congelación de las heladas invernales.